# Sidi Abdelkhaleq
Sidi Abdelkhaleq (franska: Sidi Abdelkhaleq (CR), Sidi Abdelkhaleq (Commune Rurale), arabiska: الساحل اولاد احريز) är en kommun i Marocko.   Den ligger i provinsen Berrechid och regionen Casablanca-Settat, 150 km sydväst om huvudstaden Rabat. Antalet invånare är 5 933.